# Janusz Dymek
Janusz Dymek (ur. 1 lutego 1938 w Knurowie) – polski filolog, reżyser, scenarzysta, producent kinowo-telewizyjny. 
W 1964 Janusz Dymek ukończył studia polonistyczne na Wydziale Filologicznym Uniwersytetu Wrocławskiego, zaś w 1972 studia na Wydziale Reżyserii Filmowej i Telewizyjnej PWSFTiT w Łodzi.

## Filmografia

### Scenariusz
- Wojskowa Akademia Techniczna (1981)
- Odlot (1982)
- Kobieta i kobieta (1979)

### Reżyseria
- Siedem życzeń (1984)
- Tulipan (1986)
- Plecak pełen przygód (1993)
- Radio Romans (1994–1995)
- Jest jak jest (1994)
- Złotopolscy (1997-2007)
- Plebania (2000-2007)
- Marzenia do spełnienia (2001-2002)
- Prezent dla towarzysza Edwarda G. (2008, Teatr Telewizji)
- Czarnobyl. Cztery dni w kwietniu (2010, Teatr Telewizji)

### Obsada aktorska
- Wodzirej (1977) - jako reżyser
- Kobieta i kobieta (1979) - jako Drabik, asystent dyrektora zakładów odzieżowych
- Tulipan (1986)
- Złotopolscy (1998) - jako reżyser teledysku Kacpra